# Pelochrista huebneriana
Pelochrista huebneriana es una especie de polilla perteneciente al género Pelochrista, categorizada en la tribu Eucosmini, de la subfamilia Olethreutinae.

## Distribución
Se distribuye por Letonia.

## Taxonomía
Fue descrita por Lienig & Zeller en 1846 y publicada por primera vez en Isis von Oken (Leipzig) 1846 (3): 237.